# Philippine van Ruyschenberg
Philippine van Ruyschenberg (? - 1618) was de dochter van Willem van Ruyschenberg, die heer was van Larochette en erfmaarschalk van Limburg, en Margaretha van Gulpen. Zij was een telg uit de familie Van Ruyschenberg, die onder meer commandeurs van de Duitse Orde te Gemert heeft voortgebracht.

Familiewapen Alexander von Cortenbach/Anna Maria von Reuschenberg

Philippine trouwde op 5 januari 1582 met Adolf van Cortenbach, die heer was van Helmond en een actief veldheer tijdens de Tachtigjarige Oorlog. Vaak trok ze met hem mee, maar ook moest ze, bij zijn afwezigheid, het Kasteel Helmond beheren. Ook werd het kasteel herhaaldelijk door de Staatsen belegerd. Zodoende werden de kinderen die het echtpaar kreeg, op diverse plaatsen geboren en moesten ook vaak meereizen.
In augustus 1594 stierf Adolf. Philippine was toen zwanger van haar zevende kind, dat te Mechelen ter wereld kwam. Philippine was nu erfvrouwe van Helmond, waarheen ze in 1595 terugkeerde. Er bleven echter oorlogstroebelen dreigen. Kon ze in 1598 en 1599 nog een aantal muitende troepen weerstaan, in 1600 werd de stad geplunderd en verwoest door Bourgondische troepen.
In 1601 dreigde een aanval door Maurits van Oranje, die op 26 juni 1602 inderdaad met een belegering begon. Na onderhandelingen met Philippine trok Maurits door naar Grave, maar Philippine probeerde nu neutraliteit te bewerkstelligen om ook geen problemen met de Spanjaarden te krijgen.
Dit lukte aanvankelijk, maar in 1603 heroverde Cornelis Bontenos het kasteel. Nu was het kasteel weer in handen van Spaansgezinden, wat in strijd was met de afspraken. Het gelukte Philippine in eerste instantie om Staatse tegenaanvallen te vermijden.
Op 24 december 1604 overleed Philippine's oudste zoon Charles van Cortenbach, en haar tweede zoon, Alexander van Cortenbach, was nog maar 14 jaar en page in dienst van het Hof te Brussel. Philippine bleef nog een tijd lang vrouwe van Helmond, ten minste tot 1609, en vermoedelijk is de overdracht een geleidelijke geweest, want pas in 1614 werd hij als heer bevestigd door het Leenhof van Brabant. Pas in 1621, enkele jaren na de dood van Philippine, werd Alexander officieel als heer ingehuldigd.